# Ron Klain
Ronald Alan Klain (Indianapolis, 8 augustus 1961) is een Amerikaans ambtenaar en jurist. 
Klain behoort tot de Democratische Partij en bekleedde in zijn loopbaan diverse posten in het Witte Huis. Zo was hij stafchef van vicepresident Al Gore (1995–1999) en stafchef van vicepresident Joe Biden (2009–2011). Ook fungeerde hij als ebolacoördinator van het Witte Huis (2014–2015). Van 20 januari 2021 tot en met 7 februari 2023 was Klain stafchef van het Witte Huis onder het presidentschap van Joe Biden. 
- Gemeinsame Normdatei: 1223712656
- National Archives and Records Administration: 86744203
- Virtual International Authority File: 1176160848414208210003

John Steelman · Sherman Adams · Wilton Persons · Kenneth O'Donnell · Marvin Watson · Jim Jones · Bob Haldeman · Alexander Haig · Donald Rumsfeld · Dick Cheney · Hamilton Jordan · Jack Watson · James Baker · Donald Regan · Howard Baker · Kenneth Duberstein · John Sununu I · Samuel Skinner · James Baker · Mack McLarty · Leon Panetta · Erskine Bowles · John Podesta · Andrew Card · Joshua Bolten · Rahm Emanuel · Pete Rouse · Bill Daley · Jack Lew · Denis McDonough · Reince Priebus · John Francis Kelly · Mick Mulvaney · Mark Meadows · Ron Klain · Jeff Zients